# Mitología nórdica en la cultura popular

## Días de la semana
| Español   | Inglés    | Alemán     | Sueco   | Origen               |
| --------- | --------- | ---------- | ------- | -------------------- |
| Lunes     | Monday    | Montag     | Måndag  | Día de la luna       |
| Martes    | Tuesday   | Dienstag   | Tisdag  | Día de Tyr           |
| Miércoles | Wednesday | Mittwoch   | Onsdag  | Día de Odín (Woden)  |
| Jueves    | Thursday  | Donnerstag | Torsdag | Día de Thor          |
| Viernes   | Friday    | Freitag    | Fredag  | Día de Frigg o Freya |

Un ejemplo de esto son algunos de los nombres de los días de la semana en idiomas como el inglés, el alemán y el sueco, que están basados en los días en latín (nombrados por Sol, Luna, Marte, Mercurio, Júpiter, Venus y Saturno en español).
Por ejemplo, el nombre del día miércoles, proviene de Mercurio, un dios romano (Mercurius en latín). La astucia y sagacidad de este dios llevó a los escritores como Tácito a compararlo con Odín. De ahí que este día reciba el nombre de Día de Odín o de Woden (o "Wotan"), que es otro de sus nombres, en los términos inglés y sueco, mientras que en el alemán se da el caso de ser el único día que no tiene connotaciones religiosas, significando simplemente "mitad de semana" (mittwoch). Otro claro ejemplo es el viernes, día de Venus, diosa del amor y la belleza, que fue trasladada a Freyja, que a su vez es diosa del amor y la fecundidad. El jueves, proveniente de Júpiter en mitología romana (Iovis pater=Iuppiter, "padre Iovis" en latín), se transforma en el día de Thor, ya que ambos son los dioses principales de sus respectivas mitologías. En el caso del alemán, el nombre es Donnerstag o "día del trueno", ya que tanto a Thor (dios del trueno) como a Júpiter (Iuppiter fulgurator) se les atribuye el control sobre este fenómeno atmosférico.

## Ásatrú-Forn Sed y Odinismo
Más recientemente ha habido intentos en Europa, Estados Unidos, Oceanía y América del Sur de revivir la antigua religión germánica y escandinava previa a la llegada del cristianismo. Son formas de neopaganismo como Ásatrú, Odinismo o Teodismo. Ásatrú es una religión oficialmente reconocida por Islandia (desde 1973), Noruega (desde 1994), Dinamarca (desde 2003), Suecia (desde 2007) y España (desde 2007). El gobierno de los Estados Unidos no apoya ni reconoce oficialmente a ningún grupo religioso, pero numerosos grupos ásatrúar han conseguido la categoría de organizaciones religiosas sin ánimo de lucro desde mediados de 1970.

## Tolkien yEl Señor de los Anillos
La novela de J. R. R. Tolkien, El Señor de los Anillos, recibió enorme influencia de los mitos europeos septentrionales, según lo admitió el propio autor. A medida que el trabajo se popularizaba, elementos de su mundo de fantasía fueron entrando continuamente en la percepción popular del género fantástico. En casi todas las novelas modernas fantásticas se pueden encontrar criaturas nórdicas tales como elfos, enanos y gigantes de hielo. Además, Tolkien describe a sus elfos similares a los elfos de la mitología nórdica, y no como los de los cuentos populares, ya que se inspiró en múltiples leyendas y libros nórdicos, como Beowulf, la Saga Volsunga o El anillo del nibelungo. Algunos nombres que aparecen en el libro fueron sacados de la mitología nórdica como es el caso del Mago Gandalf, prestado de un enano de las Eddas de Snorri, incluso la trama de esta novela transcurre en la denominada Tierra Media (Middle-earth), un nombre claramente tomado del Midgard mitológico.

## Música

### Richard Wagner y el Anillo del nibelungo
La mitología nórdica también ha influido a Richard Wagner quien ha usado temas literarios para componer el famoso Der Ring des Nibelungen (“El anillo del nibelungo”) un ciclo de cuatro óperas:
- El Oro del Rin (Das Rheingold)
- La Valquiria (Die Walküre)
- Sigfrido (Siegfried)
- El ocaso de los dioses (Götterdämmerung)

Su influencia ha sido mundial. Muchos fragmentos de la ópera han sido utilizados como música de acompañamiento, por ejemplo, "Cabalgata de las valquirias" ha sido popularizada en numerosos filmes como en Apocalypse Now.

### Viking Metal
Además, la mitología nórdica y otros aspectos de los vikingos sirven de base para las letras de las canciones en el Viking Metal, un género musical surgido alrededor de los años 90 que se relaciona con el Heavy metal. El viking metal toma una base de Black metal clara, toma todos sus elementos característicos (las guitarras, la voz gutural raspada) sólo que con líricas sobre la mitología nórdica. Las bandas noruegas más conocidas son Einherjer, Borknagar, y Enslaved.
También encontramos grupos como Amon Amarth (aunque muchos de los entendidos no lo consideran Viking Metal, sino Death Metal Melódico), que se hacen llamar descendientes de vikingos; o los feroenses Týr, que ha hecho varios conciertos con Amon Amarth.
Otro grupo cuyas letras están inspiradas en el folclore escandinavo es Otyg, de procedencia sueca (aunque ahora están separados) y que cantan, además, en sueco antiguo.
A pesar de que la mayoría de estos grupos proceden del norte de Europa, también surgieron bandas en otras partes del mundo influenciadas por la mitología nórdica. Es el caso de Heulend Horn, proveniente de Argentina o Runic, de España.
Además de esto podemos dar mención al Black metal, género musical nacido en Noruega, Suecia y que en sus orígenes busca recuperar la antigua religión escandinava utilizando métodos de barbarismo pagano y dejando a su paso un montón de iglesias quemadas para demostrar que el cristianismo es un intruso en las tierras de Odín.

## Manga, cómics, anime y videojuegos

### Final Fantasy
Para el séptimo título de la famosa saga, Squaresoft diseñó un mundo en el cual había ciudades con nombres tales como Midgard o Nifelheim. Además, en los varias entregas de la serie los protagonistas pueden invocar en combate a entes mitológicos de toda índole, como por ejemplo al dios Odín (Final Fantasy VII, Final Fantasy VIII, Final Fantasy IX) y al lobo Fenrir (Final Fantasy IX); también hay una monstruosa serpiente (en clara alusión a Jormungand) llamada Midgar Zolom y una espada llamada Ragnarök.

### Starcraft
En el éxito mundial de Blizzard encontramos que las progenies de la raza alienígena Zerg poseen nombres de figuras mitológicas como Jormungand, Fenris, Baelrog, Garm o Surtur, líder de los gigantes de fuego en el sur y soberano de Muspelheim, el reino de fuego. o Grendel, monstruo antagonista del poema anglosajón de Beowulf; también hay un superamo zerg llamado Yggdrasil. Por otra parte, en la expansión la raza humana posee una unidad aérea llamada Valkiria.

### Blue Dragon
En este anime podemos encontrar algunos personajes relacionados con la mitología nórdica, como por ejemplo el General Logi, que se correspondería con Loki, su sombra artificial, Valquiria, que como su nombre indica está relacionado con las valquirias, y su verdadera sombra, Odín, el Dios principal de la mitología nórdica. Además, en la segunda temporada del anime, La Guardia Blanca, uno de los enemigos de los protagonistas, utilizan una máquina llamada Yggdrasil, relacionado con el árbol que mantiene unidos los diferentes mundo en la mitología nórdica.

### Saint Seiya
En el popular anime Saint Seiya, dos sagas y una película estuvieron estrechamente relacionadas con esta mitología. La Saga de Asgard relata cómo los santos de bronce deben enfrentarse a los Dioses Guerreros de Asgard y a su líder y representante de Odín en la Tierra, Hilda de Polaris, para evitar que esta última derrita los hielos polares sumergiendo al mundo en agua bajo la influencia del Anillo Nibelungo, puesto en su dedo por Poseidón manipulándola, mientras Athena intenta restaurar el hielo de los polos ardiendo su cosmo. Seiya usa la Armadura de Odín y su espada sagrada, Balmung, para destruir el Anillo Nibelungo, rompiendo así el encantamiento sobre la sacerdotisa. También aparece relacionada en la segunda película del anime, La Gran Batalla de los Dioses, donde los santos de bronce llegan a Asgard buscando al Caballero Cisne Hyōga, desaparecido en este lugar atendiendo un llamado de auxilio, y enfrentando a cuatro Dioses Guerreros y a su patriarca Dolbar El Pontífice, representante de Odín, quien encierra a Athena en una prisión dimensional conocida como Escudo de Odin para controlar el mundo, muriendo al recibir una flecha dorada de Seiya vistiendo la Armadura Dorada de Sagitario. Cabe resaltar que la película no se ubica cronológicamente en la historia oficial del anime. 
Una vez más aparece la mitología nórdica en la saga Soul of Gold, donde los doce santos dorados son resucitados por el dios Odín en Asgard, luego de sacrificar sus vidas en el inframundo en la batalla contra Hades, luchando contra los Nuevos Dioses Guerreros de Asgard y su líder Andreas Riise, quien se hace pasar por representante de Odín en la Tierra, siendo realmente el huésped del dios rival Loki quien, a través del árbol Yggdrasil, restaura la Lanza de Gungnir para quitarle el control de Asgard a Odín y así apoderarse del mundo. En la saga se muestra a Aioria de Leo usando la armadura de Odín con la espada Balmung, las cuales adquieren el tono y brillo de las armaduras doradas para enfrentar a Loki, quien termina derrotado tras recibir de Aioria un golpe con el Draupnir.

### Digimon
En la popular franquicia Digimon existen varias criaturas que hacen referencia a la cultura nórdica, tales casos serían Vikemon un Digimon Vikingo, Valkirimon una Valkiria, etc., también los llamados Royal Kinghts llevan varias referencias nórdicas como Sleipmon referente al caballo Sleipnir, y también las armas de varios Royal Knights como el caso del escudo Aegis, la lanza de Gram, la ballesta Muspelheim, etc., por supuesto la mayor referencia en el Digimundo la hace el dios del mismo llamado "Yggdrasil" obviamente como referente al gran árbol de la vida de la mitología nórdica

### Aa! Megamisama
Otro anime en el que se puede apreciar una estrecha relación con la mitología nórdica es Aa! Megamisama, más conocido como Oh! My Goddess, en el cual sus protagonistas toman el nombre de las nornas: Belldandy (Verdandi), Urd y Skuld. También se mencionan otros seres como las valquirias, Fenrir y el árbol de la vida, Yggdrasil (que en el anime es el nombre que toma el sistema operativo del cielo, además de aparecer en la película en forma de un gran árbol).

### Matantei Loki Ragnarok
En el manga Matantei Loki Ragnarok se relata las aventuras y desventuras del dios nórdico Loki convertido en un niño de nueve años como castigo divino impuesto por Odín. Así irán apareciendo otros dioses, para bien o mal de él, tales como: Freya, también convertida en una niña; Frey, quien está en busca de su hermana; Heimdall, quien busca venganza, ya que Loki tiempo atrás le había arrancado el ojo derecho; Thor; y los tres hijos de Loki: Jörmundgandr, Fenrir y Hell. Loki tendrá que pelear contra los dioses enviados por Odín para matarlo y así evitar el Ragnarök.
También aparecen las tres hermanas Urðr (Urd), Verðandi (Verdandi), y Skuld.

### Valkyrie Profile
El videojuego de PlayStation Valkyrie Profile se desarrolla enteramente en el mundo de la mitología nórdica. Narra el viaje de una valkiria llamada Lenneth para reclutar Einherjars para evitar el Ragnarök. Aparecen numerosos dioses, entre ellos Odín, Loki, Freya, Frey, y además de numerosas criaturas mitológicas, incluidos gigantes de gran importancia y bestias (Surt, Fenrir, Bloodbane por ejemplo). Su secuela, Valkirie Profile 2: Silmeria, lanzado en 2006 para PlayStation 2, conserva todos estos atributos y agrega muchos más, incluyendo a su protagonista Alicia, quien comparte su cuerpo con la valquiria en rebelión a Odin, Silmeria.

### Cómics Marvel
En diversos cómics de la editorial Marvel aparecen dioses nórdicos como tales. Es muy conocido el caso de Thor o su hermano y enemigo Loki. También aparecen Odín, Tyr, Jörmundgandr, Heimdall y muchos otros.

### Ragnarok Online
Juego de rol en línea del tipo MMORPG que también se rige de la mitología Nórdica. Existen lugares que están estrechamente relacionados con esta mitología, como lo es el árbol de Yggdrasil y sus múltiples usos, el templo de Freya, el mundo de niflheim donde habitan los muertos y el continente de Midgard (el continente se llama así, donde hay 3 países: Rune-Midgard, República de Scharwthaz y el estado de Arunafeltz) donde habitan los humanos (donde se pueden encontrar ciudades con igual relación).

### Warcraft III Reing Of Chaos
En este juego de estrategia se puede ver la influencia de la mitología nórdica en algunos elementos, como el Árbol de la Vida (llamado Nordrassil), un enorme Árbol que mantenía la vida en el mundo (claramente se ve que es el equivalente al Árbol de Yggdrasil), y su última misión llamada "El Crepúsculo de Los Dioses" (justamente Ragnarök significa Crepúsculo de Los Dioses), en esa misión la Alianza, La Horda y los Elfos Nocturnos se unen para vencer a las fuerzas de la Legión del Caos y los Muertos Vivientes (se dice que en el Ragnarök los muertos iban a volver a Midgard para atacar a los vivos), para evitar que destruyan el Árbol de la Vida.

### Boktai
El jefe final de este juego se llama Hell y el de la secuela Jörmundgandr. Algunas armas tienen como denominación Gungnir y Mjolnir.

### High School DxD
en esta serie de novelas ligeras, manga y anime creado originalmente por Ichiei Ishibumi las deidades nórdicas hacen aparición como Loki, Odin y armas como el Mjölnir, aparecen a partir de la tercera temporada del anime y en la novela a partir del volumen 4

### Sword Art Online
En esta serie de novelas ligeras, posteriormente adaptada al anime y al manga, creadas por Reki Kawahara, a partir del tercer volumen (segunda mitad de la primera temporada del anime) el protagonista se interna en otro mundo virtual llamado Alfheim, lugar en el que jugadores de todo el mundo eligen entre un limitado número de especies de hadas para poder habitarlo.

### Tomb Raider Underworld
Videojuego desarrollado por Crystal Dynamics y continuando la saga creada con Tomb Raider Legend y Tomb Raider Anniversary, Lara se aventura en la búsqueda por encontrar el Ávalon de la leyenda Artúrica, encontrando el Niflheim, aquí es donde la historia da un giro a la Mitología Nórdica, recolectando el cinturón, los guantes y el martillo de Thor o Mjolnir, arma con suficiente poder para matar a un dios y necesario para llegar al Helheim.

### World of Warcraft
En la segunda expansión de este conocido juego (Wrath of the Lich King), nos encontramos con numerosas referencias a la mitología nórdica. Así, nos encontramos por ejemplo en la mazmorra de Ulduar a 4 vigías que representan diferentes aspectos: Mimiron (sabiduría, conocimiento, ciencia), Freya (vida, crecimiento, naturaleza), Thorim (rayo; basado en Thor dios del trueno e hijo de Odín), Hodir (escarcha, hielo; basado en Layfet rey de los gigantes de hielo). También podemos encontrar a Loken clara referencia a Loki hijo de Layfet . El parecido de los nombres es evidente. También se introducen con esta expansión las razas Val'kyr y Vry'kul, de gran parecido con las valkirias y los vikingos respectivamente (en este último caso podemos verlo en su arquitectura, sus barcos...). En cuanto a las bestias, podemos encontrarnos a unos enormes gusanos carnívoros conocidos como Jormungar (basados en el Jörmundgander, monstruo de la mitología nórdica con aspecto de gusano).

### Fire Emblem
Varias armas tienen nombres basados en la mitología nórdica, incluyendo armas como Garm, Gleipnir, Nidhogg, Fimbulvetr. 
También existen las clases Valkyria y Berseker.

### Odin Sphere
Videojuego desarrollado por Vanillaware y publicado por Atlus que cuenta las historias de 5 protagonistas dentro de la guerra entre los Aesir y Vanir hasta la llegada del Armagedón. Una de las protagonistas es una valquiria que es hija de Odín y otra es la reina de los Vanir, al igual que se hace referencia a Níðhöggr, el dragón que vive en las raíces de Yggdrasil, Niflheim y al mismo Yggdrasil.

### The Batlle for Wesnoth[1]
The Batlle for Wesnoth es un juego de estrategia por turnos multiplataforma de software libre (uno de los juegos de estrategia más populares en el SO GNU/linux) donde los jugadores deben escoger una "raza" como pueden ser elfos, enanos, orcos, etc.

### Shin Megami Tensei
La franquicia de RPG de Atlus, que se caracteriza por el uso de Demonios (O Personas, en el caso del Spin-off Persona) para realizar ciertas habilidades o incluso como personajes dentro de la Party del jugador, utiliza como demonios o personas en varias de sus versiones distintos personajes de la mitología nórdica, tales como los dioses Thor, Odín y Loki.

### God of War
El mundo en el que está basado la última entrega de esta saga de videojuegos es el mundo de la mitología nórdica. Además de los personajes del juego (entre los que se encuentran Loki, Thor, Baldr, Jörmundgandr, etc.) también se pueden encontrar pequeñas historias de la mitología nórdica y, en especial, de los gigantes al final del juego. Quitando algunas relaciones familiares hechas para que kratos, el protagonista, encajase; el juego está muy ajustado a la mitología lo que denota el esfuerzo de los creadores.

### Shingeki no kyojin (Attack on titans)
En este anime y manga se hacen algunas referencias a la mitología nórdica, en especial, en la historia de la creación de los titanes con Ymir.

## Warhammer
La marca británica Games-Workshop, con sus dos juegos de estrategia por turnos más conocidos, Warhammer fantasy y Warhammer 40.000, hace una clara referencia a toda la mitología nórdica. Pues el emperador, dios supremo de ambos juegos, para los creyentes; es un hombre sentado en un trono dorado con un martillo en la mano, a semejanza de Thor. Además las razas de Warhammer fantasy son: elfos silvanos, altos elfos, elfos oscuros, enanos, imperiales, orcos y goblin (junto con trolls y gigantes), ogros (seres entre gigantes y hombres), demonios, fuerzas del caos. Todas estas son muy semejantes a la mitología nórdica. Existen otras razas dentro de este juego: bretonia, hombres bestia, condes vampiro...
En el juego de Warhammer 40.000 hay un ejército llamado Lobos Espaciales, que provienen de un planeta de nombre Fenris (recordando al lobo nórdico Fenrir). Además la creencia religiosa en Warhammer 40.000 es la de que llegara un día con una gran batalla final (ragnarok) donde el emperador (imagen semejante a Thor) se levantara de su trono dorado para hacer frente a todo el caos y maldad que surgirá de la disformidad del espacio. Valiéndose para eso de sus guerreros elegidos.